# تربة الست طنشق
تُعدّ تربة الست طنشق المظفرية  من أبرز المعالم التاريخية الإسلامية في مدينة القدس وتُجسّد روعة العمارة المملوكية في القرن الرابع عشر الميلادي. شُيّدت تربة الست طنشق عام 794هـ/1392م على يد السيدة طنشق بنت عبد الله المظفرية التي كانت تنتمي إلى الأسرة المظفرية الحاكمة في بلاد فارس. بعد نكبة ألمّت بأسرتها انتقلت إلى القدس وتفرّغت للتعبّد وأسست هذه التربة كمكان لدفنها. توفيت في القدس ودُفنت في تربتها عام 800هـ/1398م. أسست طنشق التربة كمكان دفن خاص بها لتكون صدقة جارية وقد دُفنت فيها فعلاً بعد وفاتها عام 800هـ (1398م). ويُعتقد أن البناء كان يشمل مصلى وخدمات للفقراء والعابرين مما يعكس بعدها الإنساني والديني.
بعد وفاة الست طنشق، استُخدم القصر كمقر لمتصرفية القدس في العهد العثماني، ثم ضُمّ إلى مجمّع خاصكي سلطان. في فترة الانتداب البريطاني، حوّله المجلس الإسلامي الأعلى إلى دار للأيتام، وهي لا تزال قائمة حتى اليوم تحت إشراف دائرة الأوقاف الإسلامية. رغم الترميمات التي أُجريت على التربة إلا أنها تعاني من الإهمال وتحتاج إلى مزيد من العناية للحفاظ على هذا الإرث التاريخي.

## الوصف المعماري
تقع التربة في البلدة القديمة بالقدس في عقبة الست مقابل الدار الكبرى. تتميّز بواجهتها المملوكية المزخرفة، وتُعتبر من أجمل واجهات العمارة المملوكية في المدينة. تتميّز تربة الست طنشق بالعمارة المملوكية الأصيلة حيث تتكوّن من طابقين يضمان أكثر من 25 غرفة وساحة داخلية سماوية وقاعة رئيسية مزخرفة. واجهتها تبرز بفن النقش الحجري والزخرفة الهندسية الدقيقة التي كانت سائدة في القرن الرابع عشر.